# سه تفنگدار (فیلم ۱۳۴۳)
سه تفنگدار فیلمی به کارگردانی عباس شباویز و نویسندگی محمد متوسلانی محصول سال ۱۳۴۳ است.

## خلاصه داستان
سه جوان آرزومند و بیکار به اتفاق زن سالمندی که خواهان یکی از آنهاست کنار دریا می‌روند

## اولین موفقیت گروه سه نفره
فروش و موفقیت این فیلم باعث رونق و شکل‌گیری کامل و موفق گروه سه نفره :سپهرنیا گرشا و متوسلانی شد.
از کمدین‌های پرفروش و موفق دهه ۴۰ و ۵۰
ماجرای تولید این فیلم از زبان جناب متوسلانی:
(بعد از ساخت اولین فیلمش ترس و تاریکی که فروش چندانی نداشت مجبور به کار در آموزش و پرورش بعنوان دبیر شوم تا بدهیهای فیلم ترس و تاریکی را بپردازم. که روزی سپهرنیا به سراغ آمد و گفت دفتر میثاقیه بوده و گفته اگر قصه ایی بر اساس شما سه نفر باشد انرا می‌سازم. طرحی داشتم که به میثاقیه دادم. خواند و خوشش آمد. سناریو انرا نوشتم و میثاقیه داد شباویز آنرا کارگردانی کند و خیلی فیلم موفقی شد)

## بازیگران
- منصور سپهرنیا
- محمد متوسلانی
- گرشا رئوفی
- الهام
- دره
- دیانا
- اکبر خواجوی
- همایون
- نیکو
- ابراهیم فخار